# Privilegium Ottonianum
Das Privilegium Ottonianum (auch Pactum Ottonianum) ist ein Privileg des Kaisers Otto I. für Papst Johannes XII. vom 13. Februar 962. Es bestätigte die Pippinische Schenkung und die Existenz des Kirchenstaates sowie die Bestimmung, dass der Papst noch vor seiner Weihe dem Kaiser einen Treueeid zu leisten habe.

## Inhalt
In der Erneuerung der Pippinischen Schenkungen verbriefte Otto I. zunächst die Besitzungen und Hoheitsrechte der römischen Kirche, angefangen mit Stadt und Dukat von Rom, dazu Stadt und Exarchat von Ravenna, Emilia, Pentapolis und Sabina, Besitzungen in Tuszien, in der Campagna und südlich der Linie von Luni bis Istrien, die Herzogtümer Spoleto und Benevent, aber auch Patrimonien in Benevent, Neapel, Kalabrien und Sizilien. Wie in den älteren Pakten ging auch im Ottonianum das Anspruchsgebiet namentlich im byzantinischen, zum Teil von Sarazenen besetzten Süden Italiens weit über die damaligen Möglichkeiten des Apostolischen Stuhls hinaus. Im so umschriebenen Kirchenstaat werden dem Papst die dauernde Herrschaft und der Schutz des Kaisers garantiert.
Otto I. erneuerte damit jedoch – wie die teils wörtlichen Übernahmen aus karolingischen Vorurkunden deutlich machen – nicht mehr als die Versprechungen seiner karolingischen Vorgänger. Auch enthielt die Urkunde keine Verpflichtungen des Kaisers, die zwischenzeitlich zum Teil verloren gegangenen Gebiete aktiv für den Papst zurückzugewinnen. Nicht bestätigt wurde zudem die von päpstlicher Seite reklamierte Existenz der Konstantinischen Schenkung.
Ein zweiter Teil regelte die Papstwahl: Der Papst sollte kanonisch (nach Kirchenrecht) vom römischen Klerus und Volk gewählt, jedoch erst nach Ablegung eines Treueeids vor kaiserlichen Gesandten geweiht werden, wie dies bereits in der Constitutio Romana geregelt worden war.
In der Gesamtbetrachtung kann daher das Privilegium Ottonianum als Versuch Ottos I. gewertet werden, sich einen größeren Einfluss auf das Papsttum zu sichern.
Otto I. wurde im gleichen Jahr (2. Februar 962) in Rom von Papst Johannes XII. zum Kaiser gekrönt. Damit restituierte er gleichzeitig das römische Kaisertum.
Das Ottonianum wurde im Jahr 1020 von Heinrich II. weitgehend wortgleich im Heinricianum bestätigt.